# 南豊県
南豊県（なんぽう-けん）は中華人民共和国江西省撫州市に位置する県。

## 行政区画
- 鎮:琴城鎮、太和鎮、白舎鎮、市山鎮、洽湾鎮、桑田鎮、紫霄鎮
- 郷:三渓郷、東坪郷、莱渓郷、太源郷、傅坊郷

## 交通

### 鉄道
- 中国鉄路総公司
  - 昌福線
    - 南豊駅

### 道路
- 高速道路
  - 済広高速道路
- 国道
  - G206国道

## 出身者
- 曾鞏
- 曾布